# 木戸幸一
木戸 幸一（きど こういち、1889年〈明治22年〉7月18日 - 1977年〈昭和52年〉4月6日）は、日本の官僚、政治家。侯爵。
昭和天皇の側近の一人として東條英機を内閣総理大臣に推薦するなど、太平洋戦争前後の政治に関与した。敗戦後にGHQによって戦争犯罪容疑で逮捕され、極東国際軍事裁判において終身刑のA級戦犯となったが後に仮釈放された。

## 生涯

### 生い立ち
1889年（明治22年）7月18日に東京府赤坂区新坂町六二において侯爵木戸孝正の長男として生まれた。父の木戸孝正は、明治の元勲である木戸孝允の妹治子と長州藩士来原良蔵の長男である。
学習院高等科では原田熊雄、織田信恒などと同級だった。近衛文麿は1学年下に当たる。「学習院高等科から出た者は、東京の大学が満員だから全部京都大学へ行けというような話」があり、木戸、原田、織田は京都帝国大学法科大学政治学科に入学し、河上肇に私淑した。同校卒業後は農商務省へ入省した。農商務省が農林省と商工省に分割の際は、商工省に属することとなる。

### 公職入り
1915年（大正4年）に農商務省に入り、農務局で蚕糸業改良の調査から水産局事務官、工務局工務課長、同会計課長、産業合理局部長などを歴任する。父の死去に伴い、1917年（大正6年）8月30日、侯爵を襲爵し貴族院侯爵議員に就職した（1945年12月27日辞任）。
商工省では臨時産業合理局第一部長兼第二部長を務め、吉野信次と岸信介が起案した重要産業統制法を岸とともに実施した。1930年（昭和5年）、友人であった近衛文麿の抜擢により、商工省を辞し、内大臣府秘書官長に就任。
1936年（昭和11年）2月26日から2月29日にかけて日本の陸軍皇道派が起こした二・二六事件では杉山元や東條英機をはじめとする陸軍統制派と連携して事件の処理を行い、その功績を昭和天皇に認められ、中央政治に関与するようになる。
1937年（昭和12年）の第1次近衛内閣で文部大臣・初代厚生大臣（1938年1月11日就任）、1939年（昭和14年）の平沼内閣で内務大臣を歴任する。文部大臣兼厚生大臣として1940年（昭和15年）に開催予定であった東京オリンピックの開催権返上を決定したのが木戸である。
1940年には近衛と有馬頼寧と共に「新党樹立に関する覚書」を作成し、近衛新体制づくりに関わった。
1940年6月1日に近衛、湯浅、米内、その他上層部一致の推挙で内大臣に就任した。この時50歳。内大臣としては異例の若さだったという。
木戸の内大臣就任は特に陸軍、右翼から歓迎されたという。
内大臣になった木戸は天皇が三国同盟に反対し、かつ米内光政を深く信任していたことを知りながらも三国同盟に突き進む陸軍の推す近衛文麿を首相に奏薦した。この時、天皇は従来の手続きに準じて、元老西園寺公望の意見もあえて聞きたい意向を示したが木戸が西園寺の病気等を理由に斥けた。しかし、西園寺が奉答しなかったのは内大臣秘書官長が西園寺のもとを訪れて近衛の後継首相への同意を求められたので、同意しないという抵抗の意味で奉答しなかったようである。昭和天皇も木戸も近衛に陸軍を抑えることを期待していたようだが、西園寺の見立て通り近衛は陸軍に引っ張られて三国同盟を締結し日本は米英との戦争に大きな一歩を踏み出してしまった。
昭和15年（1940年）に締結された日独伊三国同盟は昭和天皇は反対であったにもかかわらず、天皇側近の内大臣として木戸は同盟を推進した。三国同盟締結後に木戸に会った元老西園寺公望公爵秘書原田熊雄は木戸に「これくらい重大な国家の運命にかかわる問題を、一言も元老に話さなかったのは甚だ遺憾に思う」と述べており、木戸幸一は天皇が三国同盟に反対しており、かつ元老の西園寺公望も三国同盟に反対していることを知りながらあえて西園寺に相談しないようにした。木戸は天皇や西園寺の意向をあえて無視して強い意向で三国同盟を進めたと考えらる。
このようなことは東京裁判のコミンズ・カー検事の最終諭告においても、天皇が三国同盟に反対していたにもかかわらず木戸の誘導により三国同盟が締結された可能性を指摘している。
1940年から1945年（昭和20年）に内大臣を務め、従来の元老西園寺公望や元・内大臣牧野伸顕に代わり昭和天皇の側近として宮中政治に関与し、宮中グループとして、学習院時代からの学友である近衛文麿や原田熊雄らと共に政界をリードした。親英米派でも自由主義者でもなかったが、親独派として知られた。几帳面な官僚主義的性格の持ち主で、天皇の信頼は厚かった。西園寺が首班指名を辞退したのちは、木戸が重臣会議を主催して首班を決定する政治慣習が定着、終戦直後にいたるまで後継総理の推薦には木戸の意向・判断が重要となる。とりわけ1940年11月に西園寺が死去したのちは、木戸は首班指名の最重要人物となった。

### 東條の首班指名
1941年（昭和16年）9月6日の御前会議において日本は日米開戦の準備の方針を決定したのだが、天皇はこの重要な方針を決定する会議の席上で参加者に直接質問をしたいという意向を示したのだが、木戸によって阻止された。天皇は直接の質問を控えて明治天皇の御製を詠んで平和への意向を示すにとどまった。
開戦の是非を巡る近衛と陸海軍との軋轢と、日米交渉の行き詰まりによって第3次近衛内閣は1941年（昭和16年）10月に総辞職した。後継候補としては、陸軍将官でもあった東久邇宮稔彦王による皇族内閣が東條も含めた広い支持を集めていた。近衛も東久邇宮内閣案を昭和天皇に奏上し木戸にも話した（「東久邇宮日記」）。
海軍も東久邇宮によって開戦回避のための組閣がなされるものと予測して準備していた。
ところが天皇は「若し皇族総理の際、万一戦争が起こると皇室が開戦の責任を採る事となるので良くないと思つた」ために否定的であった。そこで内大臣室にて辞表提出後の近衛と後継について密談した木戸は、及川古志郎海相と東條英機陸相の名を挙げるも、及川では陸軍が陸相を出さないだろうと反論される。こうして後継候補決定に最も影響力を有する2人の間では東條指名で固まった。
同月17日に宮中で開かれた重臣会議において、林銑十郎から東久邇宮の出馬を求める声が挙がった。これに対し、「万一皇族内閣の決定が、開戦ということになった場合を考えると、皇室をして国民の怨府たらしむる恐れなきにあらず」と述べ反対した木戸が東條を推す。すると若槻禮次郎には、東條では外国に対する印象が悪くなる、木戸の考えは「やけのやん八」ではないか、と反論された。かといって及川では陸軍の同意が得られぬと、海軍出身の岡田啓介と米内光政が述べると、代わりの宇垣一成であっても同様と阿部信行が発言した。他にこれといった人物も挙がらぬ中、最終的に阿部、広田弘毅、原嘉道からの賛同を得た木戸が東条英機が陸軍大臣のまま首相を兼任することを提案し、木戸の意見が「重臣会議」で承認された。その日の午後に天皇へ東條を後継内閣首班とすることを奉答した。
東条組閣を聞いた海軍省軍務局長の岡敬純は大きな衝撃とともに「とんでもないこと」と発言し、「これで戦争と直感した」と語っている。
木戸が東條を推挙した理由としては様々な説が唱えられてきた。木戸は戦後になって、当時既に対米戦争の開戦と敗北は必至であるとみており、皇族が開戦時の首相では問題になると考えたと述べている。「対米開戦を主張する陸軍を抑えるには現役陸軍大臣で実力者である東條を使うしかなく、また東條の昭和天皇に対する忠誠心は非常に強いので、首相になれば天皇の意向に沿って開戦反対に全力を尽くしてくれるだろう」との考慮があったとされることも多い。昭和天皇も東條の首班指名を聞いて「虎穴にいらずんば虎子を得ずだね」とコメントしていることもこの説の傍証となっている。
一方、木戸が東条を推薦した理由は「陸軍のじゃじゃ馬が言うことを聞かぬので、一度このへんで、東条あたりに国政をまかせてみよう。これで難しさを味わわせ、陸軍が失敗して懲りたななら、少しはおとなしくなるだろう」というような無責任とも言える理由があったとも言われている。実際に陸軍省にいた東条は宮内省から呼ばれた時に簡単な拝謁か、陸軍の強硬策について「お叱り」を受けるものだと考えていたという。
木戸も日米戦争の焦点となった支那駐兵問題について、撤兵には絶対反対の姿勢をとっており、同じく陸軍統制派の杉山元参謀総長や東條英機陸軍大臣とは連帯関係にあった。

### 第二次世界大戦末期の和平工作
第二次世界大戦初期こそ東條内閣を支えたが、戦局が不利になると和平派重臣と提携して東條を見限り、和平工作に傾倒した。1945年1月には天皇の求めに応じ各重臣の謁見を手配し、戦争の見通しや人事政策などに関する意見を述べさせたが、この謁見が全て終了したのは2月に連合国側がヤルタ協定を締結したあとであり、結果的に終戦工作は失敗した。
東條内閣、小磯内閣の総辞職を経た戦争末期には、重光葵と2人で終戦工作に取り組み、6月には和平方針案の「木戸試案」を作成、鈴木貫太郎内閣の面々や陸海軍に和平方針を説いて回るなど、和平派の中心人物の一人として動いた。徹底抗戦を主張する陸軍に「木戸試案」を納得させたことで和平への動きは大きく高まることになった。その反面、暗殺計画が持ち上がるほど本土決戦派から疎まれた木戸は、8月15日未明には、横浜警備隊長であった佐々木武雄陸軍大尉を隊長として横浜高等工業学校の学生らによって構成された「国民神風隊」によって、平沼や鈴木と同様に自宅を焼き討ちされた（宮城事件）。
1945年（昭和20年）8月、東久邇宮内閣が発足したものの連合国司令部との軋轢の中、短期間のうちに立ち行かなくなった。東久邇は木戸らとともに吉田茂を後任の首相に推したが吉田に固辞され、幣原内閣が発足した。

### 東京裁判

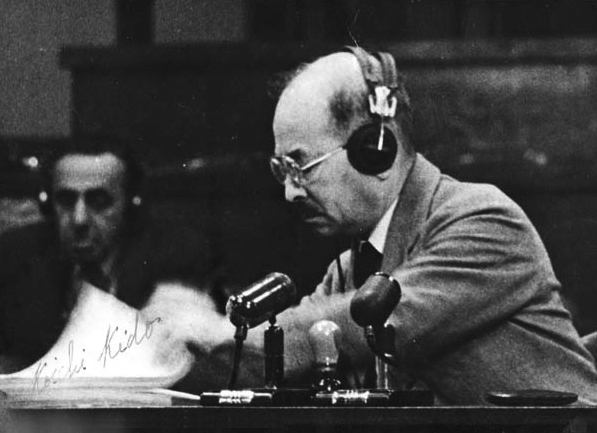
極東国際軍事裁判で尋問に答える木戸（1947年）

1945年12月6日、連合国軍最高司令官総司令部は日本政府に対し木戸を逮捕するよう命令を発出（第四次逮捕者9名中の1人）。同年12月10日、出頭前に昭和天皇に謁見。天皇から、今回のことは気の毒であるが、健康に留意し、朕の心境を十分に説明してもらいたい旨の言葉を賜ったほか、退下にあたっては天皇が使用していた硯などが下賜された。同年12月16日、木戸は巣鴨拘置所に出頭。A級戦犯の容疑で勾留、起訴された。
極東国際軍事裁判（東京裁判）では、昭和天皇の戦争責任などに関して、自らの日記（『木戸日記』）などを証拠として提示した。東京裁判期の日記と併せ公刊されている（東京大学出版会）。日本語で372枚にも及ぶ宣誓供述書で「隠すところなく、恐るるところなく」、いかに自分が「軍国主義者と戦い、政治的には非力であったか」を述べ、当時の政府や軍部の内情を暴露して天皇免訴に動いた。
しかし、結果的には連合国との開戦に対して明確に反対しなかったことから、イギリス代表検事であるアーサー・S・コミンズ・カーからは、「“天皇の秘書”であるなら、親英米派であった天皇の意向に沿って行動するのが道徳であろう」として、「不忠の人間」であると強く批判された。結局、木戸の日記や証言は天皇免訴の決定的証拠にはならず、東條の証言によって天皇の免訴は最終的に決定することになった。
この『木戸日記』は、軍人の被告らに対しては不利に働くことが多かったため、軍人被告の激しい怒りを買うことになった。武藤章や佐藤賢了は、巣鴨拘置所と法廷を往復するバスの中で、木戸を指差しながら同乗の笹川良一に向かって「笹川君! こんな嘘吐き野郎はいないよ。我々軍人が悪く言われる事は、別に腹は立たんが、『戦時中、国民の戦意を破砕する事に努力してきました』とは、なんという事をいう奴だ。この大馬鹿野郎が」と吐き捨て、それを聞いていた橋本欣五郎も「本来ならこんな奴は締め上げてくれるんだが、今はそれもできんでね」と罵り、木戸もこの時ばかりは、顔を真っ赤にして俯きながら手持ちの新聞紙で顔を覆い隠したという。
その木戸も終身禁錮刑の判決を受け、服役する。木戸に対する判事団のジャッジは、荒木貞夫・大島浩・嶋田繁太郎と並んで11人中5人が死刑賛成、といったわずか1票差で死刑を免れたという結果だった。

### 晩年
1955年（昭和30年）に健康上の理由から仮釈放され、大磯に隠退する。後に青山のマンションに転居する。1969年（昭和44年）、傘寿の際には、昭和天皇から賜杖を下賜されている。また『木戸日記』については1967年（昭和42年）に大久保利謙早稲田大学講師を相手に政治談話として内大臣時代（1940年-1945年）の話を録音しており、1974年（昭和49年）製作の海外ドキュメンタリー『秘録 第二次世界大戦』でもインタビューに出演している。
1977年（昭和52年）4月6日、宮内庁病院で胆汁性肝硬変のため87歳で没した。同月7日、天皇・皇后は田中侍従を使いとして供物料を供した。
遺骨は東京都府中市多磨町の多磨霊園に埋葬された。

## 栄典・叙勲
- 1915年（大正04年）08月10日 - 正五位[2]
- 1931年（昭和06年）05月01日 - 帝都復興記念章[37]
- 1937年（昭和12年）11月01日 - 正三位[6][38]
- 1940年（昭和15年）6月1日 - 正三位勲二等[19]
- 1940年（昭和15年）8月15日 - 紀元二千六百年祝典記念章[39]
- 1941年（昭和16年）08月15日 - 従二位[40]
- 1942年（昭和17年）09月08日 - 勲一等瑞宝章[41]
  - 1946年（昭和21年） - 勲一等瑞宝章、勲三等旭日中綬章返上（時局に鑑み真に恐懼に堪えざるため）[42]

## 発言
- 戦後（昭和20年11月）のインタビューの中で、次のように証言している。「陛下や私があの原子爆弾に依つて得た感じは、待ちに待つた終戦断行の好機を此処に与へられたと言ふのであつた。それらの心理的衝撃を利用して此の際断行すれば、終戦はどうやら出来るのではないかと考へたのだ。……私ども和平派はあれに拠つて終戦運動を援助して貰つた格好である」。こうして、原爆は和平派にとって、戦争終結という大目的のために政治的に利用すべき「口実」として「非常に好都合なもの」（鈴木貫太郎首相）であった[43]。つまり日本の和平派が軍部の強硬派から襲撃を受けず、終戦の機会を得たことを意味している。
- 昭和20年3月3日、宗像久敬に対して、ソ連は共産主義者の入閣を要求してくる可能性があるが、日本としては条件が不面目でさえなければ、受け入れてもよい、という話をしている。さらに「共産主義と云うが、今日ではそれほど恐ろしいものではないぞ。世界中が皆共産主義ではないか。欧州も然り、支那も然り。残るは米国位のものではないか」とし、「今の日本の状態からすればもうかまわない。ロシアと手を握るがよい。英米に降参してたまるものかと云う気運があるのではないか。結局、皇軍はロシアの共産主義と手をにぎることになるのではないか」と述べている。（「宗像久敬日記」）
- 昭和50年代に、保阪正康は生前の木戸幸一に取材し、「なぜ、東条や陸海軍の軍事指導者はあんな戦争を一生懸命やったのか」と書面で質問し、その答えの中に「彼らは華族になりたかった」とあった。満州事変の関東軍の司令官の本庄繁は男爵になっている。東条たちは爵位がほしかった。それが木戸の見方だったと述べている[44]。

## 評価
- 木戸は昭和天皇の側近として昭和天皇の人物評に相当な影響を及ぼしたと見られており[45]木戸は同時代の国政に当たった人物達に一様にかなり手厳しい批評をしている[46]。
- 平沼内閣の内務大臣として三国同盟反対派の弾圧を行い三国同盟を推進したと言われる[47]。
- A級戦犯の中で仲間から一番嫌われていたのが木戸幸一と東郷重徳で、木戸は東条を首相に推薦したことを「功罪ともに、予が一身に引き受け、善処するの決意である」と木戸日記には記しているが、極東軍事裁判ではあいまいな発言を繰り返し専ら逃げの一手で責任回避に終始していた。

## 家族・親族
- 実祖父：来原良蔵
- 外祖父：山尾庸三
- 父：木戸孝正
- 弟：和田小六
- 妻：ツル（陸軍大将児玉源太郎の娘）
- 長男：木戸孝澄（日本勧業角丸証券株式会社（現みずほ証券常務）、妻・舒子は小松輝久長女）
- 二男：木戸孝彦 - 弁護士、妻は原嘉道の孫。娘婿に俵田明の孫・武。映画『トラ・トラ・トラ!』で黒澤明によって父・幸一役に選ばれたが、黒澤が同作の監督を降りたため実現しなかった。
- 長女：阿部由喜子（阿部信行の長男・信男の妻）
- 三女：井上和子 (女官長、井上準之助の五男・五郎の妻)
- 孫：濱本松子（元宮内庁侍従職 女官長、孝澄の長女）
- 曾孫：木戸寛孝（世界連邦運動協会常務理事、世界連邦21世紀フォーラム代表）[48]
- 甥・和田昭允

## 系譜
木戸家
```
　　　　　　　　　　藤田　嗣章━━━藤田　嗣雄
　　　　　　　　　　　　　　　　　　　　　┃
　　　　　　　　　　　　　　　　┏━━━━モト
┏━木戸　孝允　　　児玉源太郎━┫
┃　　　　　　　　　　　　　　　┗━━━━ツル
┗━━━━治子　　　　　　　　　　　　　　┃　　┏━木戸孝澄
　　　　　┃　　　　　　　　　　　　　　　┣━━┫
　　　　　┣━━━━木戸　孝正　　　　　　┃　　┗━木戸孝彦
　　　　　┃　　　　　　　┃　　┏━木戸　幸一
　　来原　良蔵　　　　　　┣━━┫
　　　　　　　　　　　　　┃　　┗━和田　小六
　　　　　　　　┏━━━━寿栄
　　　　　　　　┃
　　山尾　庸三━╋━山尾　三郎
　　　　　　　　┃
　　　　　　　　┗━━━━千代
　　　　　　　　　　　　　┃
　　　　　　　　　　　　　┣━━━━━広沢　真吾
　　　　　　　　　　　　　┃　　　　　　　　┃
　　広沢　真臣━━━広沢金次郎　　　　　　　┣━━広沢　真信
　　　　　　　　　　　　　　　　　　　　　　┃　　　　　┃
　　松浦　詮━━━━大隈　信常━━━━━━━豊子　　　　┃
　　　　　　　　　　　　　　　　　　　　　　　　　　　　┃
　　毛利　元徳━━━毛利　元昭━━━━毛利　元道━━━━妙子

```

## 関連作品
- ドキュメンタリードラマ『華族 最後の戦い』（2017年8月19日、NHK） - 演：佐野史郎[49]

## 著書

### 農商務省・商工省時代
- 『支那ノ棉花ニ関スル調查. 其ノ3』臨時産業調查局、1919年。OCLC 33786474。
- 『展觀目録』妻木忠太 [解説]、[木戸幸一]、1926年。 NCID BA62260128。

### 極東国際軍事裁判
- 『木戸日記 : 木戸被告人宣誓供述書 全文』極東国際軍事裁判研究会 [編集校訂]、平和書房,日本出版配給株式會社 [配給元]〈極東国際軍事裁判研究〉、1947年。OCLC 26940318。[50]
- 『東京裁判における木戸証言 : 軍政最後の権謀をあばく旋風時代の宮廷秘史』2号、キング出版社〈ニュース解説〉、1947年。OCLC 673849467。[50]

### 日記、文書類、書翰
- 『木戸幸一関係文書』木戸日記研究会 [校訂]、東京大学出版会、1966年。OCLC 663513766。 — 手記、文書類、書翰、筆者索引[50][51]
- 『木戸幸一日記』木戸日記研究会 [校訂]; 岡義武 [解題]、東京大学出版会、1966年。 NCID BN01329313。
  - 上巻（1930–1937年）[50]
  - 下巻（1938–1945年、索引）[50]
  -  (英語) The diary of Marquis Kido, 1931-45 : selected translations into English. University Publications of America. (1984). NCID BA12116425 — 抄訳
- 『木戸幸一日記 : 東京裁判期』木戸日記研究会 [編集校訂]、東京大学出版会、1980年。 NCID BB02603358。[52]

### その他
- 長與善郎『少年滿洲讀本』木戸幸一 [序]、日本文化協會、1937年。OCLC 32597704。

## 評伝
- 大平進一『最後の内大臣 木戸幸一 「天皇制」存続への闘い』 恒文社、1984年
- 多田井喜生『決断した男　木戸幸一の昭和』 文藝春秋、2000年
- 川田稔『木戸幸一　宮中と軍部の狭間で』 文春新書、2020年
- 『木戸侯爵家の系譜と伝統　和田昭允談話』「尚友ブックレット」芙蓉書房出版、2020年
尚友倶楽部史料調査室・伊藤隆・塚田安芸子編。回想・日記